# Alexandra Daddario

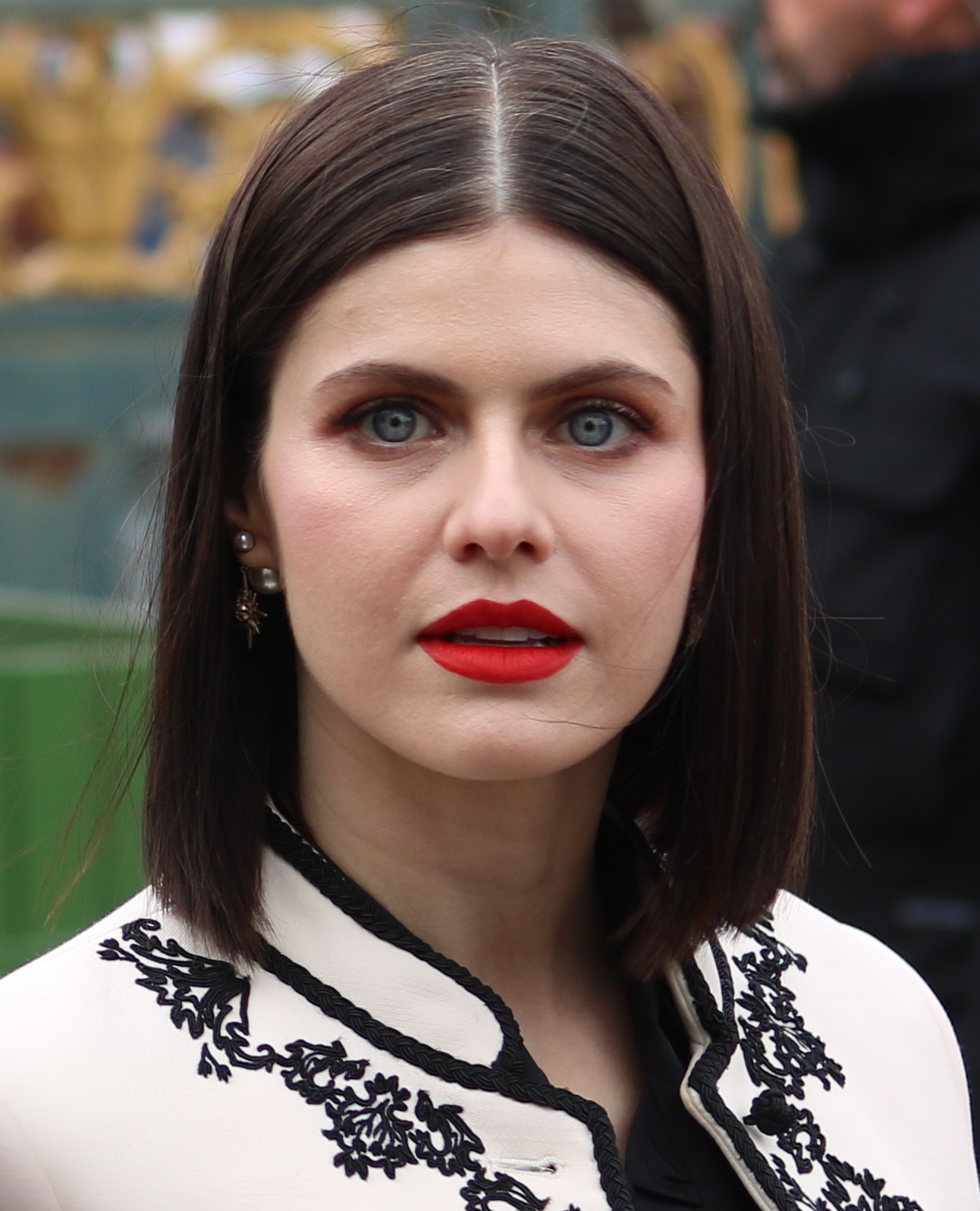
Alexandra Daddario (2022)

Alexandra Anna Daddario (* 16. März 1986 in New York City) ist eine US-amerikanische Schauspielerin.

## Karriere
Daddario wuchs in der Upper East Side, New York City, in einer Familie italienisch-ungarischer Abstammung auf und studierte am Marymount Manhattan College.
Von 2002 bis 2003 spielte sie in 43 Folgen der Seifenoper All My Children die Rolle der Laurie Lewis. Zur selben Zeit beendete sie ihre Schulausbildung an der Professional Children’s School. Anschließend war sie sowohl im Fernsehen als auch in Kinofilmen zu sehen. 2005 übernahm sie in dem Film Der Tintenfisch und der Wal eine Nebenrolle. Im Jahr 2009 war sie in dem Dokumentarfilm Jonas Brothers: Das ultimative 3D Konzerterlebnis zu sehen.
Daddario hatte diverse Gastauftritte in amerikanischen Fernsehserien, so in Die Sopranos, Criminal Intent – Verbrechen im Visier, Law & Order, Conviction, White Collar und Life on Mars. 2010 spielte sie an der Seite von Logan Lerman und Brandon T. Jackson im Fantasyfilm Percy Jackson – Diebe im Olymp die Hauptrolle der Annabeth Chase, die sie 2013 auch in dessen Fortsetzung Percy Jackson – Im Bann des Zyklopen übernahm. 2014 spielte sie in vier Folgen der Serie True Detective mit. Des Weiteren war Daddario 2012 im Musikvideo zu Radioactive von Imagine Dragons und 2018 im Musikvideo zu Wait von Maroon 5 zu sehen.
2015 sprach sie im Videospiel Battlefield Hardline die Stimme von Dune Alpert und eine Hauptrolle in dem Katastrophenfilm San Andreas. Zudem trat sie 2017 im Film Baywatch als Summer Quinn auf und spielte neben Dwayne Johnson und Zac Efron eine der Hauptrollen. Es folgten weitere Film- und Fernsehrollen, neben Komödien auch in Horrorfilmen und Dramen. Ihr Schaffen umfasst mehr als 60 Produktionen.

## Privatleben
Ihr Großvater Emilio Q. Daddario (1918–2010) vertrat von 1959 bis 1971 den US-Bundesstaat Connecticut im Repräsentantenhaus der Vereinigten Staaten. Ihr jüngerer Bruder Matthew Daddario (* 1987) ist ebenfalls Schauspieler, genauso wie ihre jüngere Schwester Catharine Daddario (* 1992).
Anfang Dezember 2021 gab sie ihre Verlobung mit dem Filmproduzenten Andrew Form bekannt. Die Hochzeit fand Ende Juni 2022 in New Orleans statt. Am 31. Oktober 2024 gab Daddario die Geburt ihres gemeinsamen Kindes bekannt.

## Filmografie (Auswahl)

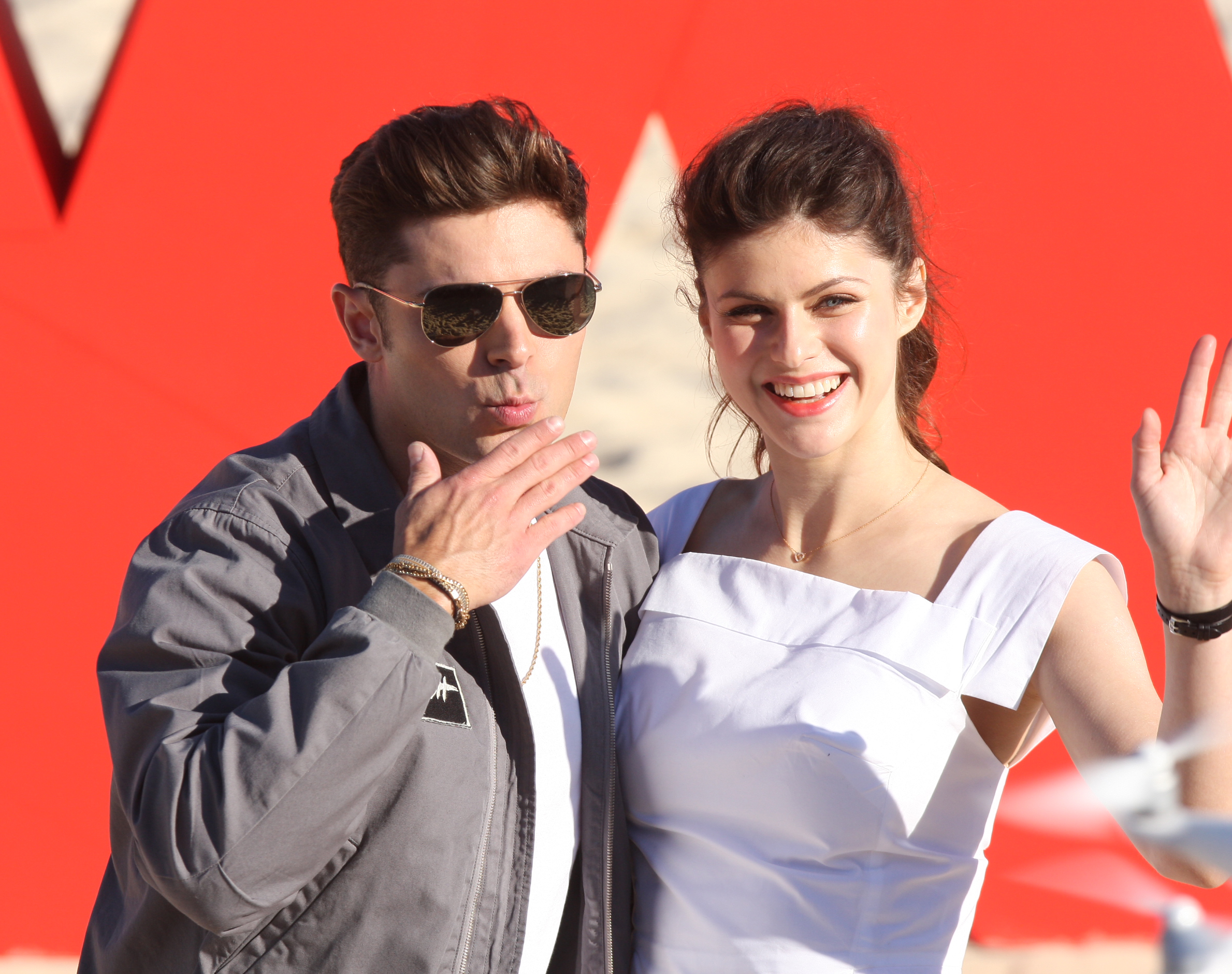
Alexandra Daddario mit Zac Efron beim Start von Baywatch (2017)

- 2002–2003: All My Children (Fernsehserie, 43 Folgen)
- 2004, 2006: Law & Order (Fernsehserie, 2 Folgen, verschiedene Rollen)
- 2005: Der Tintenfisch und der Wal (The Squid and the Whale)
- 2005, 2009: Criminal Intent – Verbrechen im Visier (Law & Order: Criminal Intent, Fernsehserie, 2 Folgen 05x06 u. 08x10, verschiedene Rollen)
- 2006: Conviction (Fernsehserie, Folge 1x01)
- 2006: Die Sopranos (The Sopranos, Fernsehserie, Folge 6x08)
- 2006: The Hottest State
- 2006: Pitch
- 2007: The Babysitters
- 2008: The Attic
- 2009: Damages – Im Netz der Macht (Damages, Fernsehserie, Folge 2x01)
- 2009: Life on Mars (Fernsehserie, Folge 1x10)
- 2009: Nurse Jackie (Fernsehserie, Folge 1x01)
- 2009: Jonas Brothers: Das ultimative 3D Konzerterlebnis (Jonas Brothers: The 3D Concert Experience)
- 2009–2011: White Collar (Fernsehserie, 7 Folgen)
- 2010: Odd Jobs (Fernsehfilm)
- 2010: Bereavement
- 2010: Percy Jackson – Diebe im Olymp (Percy Jackson & the Olympians: The Lightning Thief)
- 2011: Alles erlaubt – Eine Woche ohne Regeln (Hall Pass)
- 2011–2012: Parenthood (Fernsehserie, Folgen 3x08–3x13)
- 2013: Texas Chainsaw 3D
- 2013: Percy Jackson – Im Bann des Zyklopen (Percy Jackson: Sea of Monsters)
- 2014: Weg mit der Ex (Burying the Ex)
- 2014: True Detective (Fernsehserie, Folgen 1x01–1x04)
- 2014: New Girl (Fernsehserie, 2 Folgen)
- 2015: The Last Man on Earth (Fernsehserie, Folge 1x01)
- 2015: San Andreas
- 2015: American Horror Story (American Horror Story: Hotel, Fernsehserie, 3 Folgen)
- 2016: The Choice – Bis zum letzten Tag (The Choice)
- 2016: Baked in Brooklyn
- 2017: Baywatch
- 2017: Casino Undercover (The House)
- 2017: Mister Before Sister (The Layover)
- 2018: When We First Met
- 2018: We Have Always Lived in the Castle
- 2018: Nomis – Die Nacht des Jägers (Night Hunter)
- 2019: Lost Transmissions
- 2019: Sag’s nicht weiter, Liebling (Can You Keep a Secret?)
- 2019: Why Women Kill (Fernsehserie, 10 Folgen)
- 2019: We Summon the Darkness
- 2020: Lost Girls and Love Hotels
- 2020: 1 Night in San Diego
- 2020: Songbird
- 2021: Die in a Gunfight
- 2021: The White Lotus (Fernsehserie, 6 Folgen)
- 2022: Wildflower
- seit 2023: Mayfair Witches (Fernsehserie)
- 2024: I Wish You All The Best

## Videospiele
- 2015: Battlefield Hardline (Stimme von Dune Alpert)